# Helen McCrory
Helen Elizabeth McCrory OBE (Londres, 17 de agosto de 1968 – Londres, 16 de abril de 2021) foi uma atriz britânica vencedora do prêmio BAFTA, conhecida por interpretar Cherie Blair no filme The Queen, Narcisa Malfoy na saga Harry Potter, e Elizabeth “Polly” Gray no seriado britânico Peaky Blinders.

## Biografia
Helen McCrory nasceu em Paddington, Londres. A sua mãe, Anne (nome de solteira: Morgans) é galesa e o seu pai, Iain McCrory é um diplomata escocês. Helen foi a mais velha de três filhos. Frequentou o Queenswood, um internato em Hertfordshire. Depois de terminar os estudos em Queenswood passou um ano a viver na Itália. Quando regressou ao Reino Unido começou a estudar representação no Drama Centre em Londres.
Helen foi casada com o ator Damian Lewis desde julho de 2007. O casal teve uma filha, Manon (n. setembro de 2006) e um filho, Gulliver (n. novembro de 2007), todos residentes em Londres. Helen foi benfeitora honorária da instituição de caridade para crianças Scene & Heard.
Em 2017, Helen recebeu o título de Oficial do Império Britânico (OBE) pelo seu contributo à representação.

## Carreira
Helen iniciou a carreira no teatro e em 1993 conquistou o terceiro lugar nos Ian Charleston Awards graças ao seu desempenho como Rose Trelawny na peça Trelawny of the 'Wells' apresentada no National Theatre. Em 2002 foi nomeada para um London Evening Standard Theatre Award pelo papel de Elena na peça Tio Vânia apresentada no Donmar Warehouse. Foi também nomeada para um prémio Olivier pelo seu trabalho como Rosalind em As You Like It.
No cinema teve papéis secundários em filmes como Interview with the Vampire (1994),Charlotte Gray(2001), The Count of Monte Cristo (2002) e Casanova (2005). Em The Queen (2006), interpretou Cherie Blair, papel que viria a retomar no filme The Special Relationship do mesmo argumentista. Entre 2009 e 2011 interpretou o papel de Narcisa Malfoy nos últimos três filmes da saga Harry Potter.
Nos anos seguintes participou em filmes como Hugo (2011), 007: Skyfall (2012) e A Little Chaos, no entanto foi com os seus papéis em séries de televisão como Peaky Blinders e Penny Dreadful que mais se destacou.

## Morte
McCrory morreu em 16 de abril de 2021, aos 52 anos de idade, de câncer.

## Filmografia
| Ano       | Filme                                             | Papel                     | Notas                                                                   |
| --------- | ------------------------------------------------- | ------------------------- | ----------------------------------------------------------------------- |
| 1993      | Full Stretch                                      | Vicki Goodall             | Um episódio - Risky Business                                            |
| 1993      | Performance                                       | Jean Rice                 | Um episódio - The Entertainer                                           |
| 1994      | Interview with the Vampire                        | segunda prostituta        | Ou também Interview with the Vampire: The Vampire Chronicles            |
| 1994      | Uncoveredivd                                      | Lolla Mc                  | Ou também La Tabla de Flandes                                           |
| 1995      | Streetlife                                        | Jo                        | Premiada com o BAFTA de melhor atriz                                    |
| 1996      | The Fragile Heart                                 | Nicola Pascoe             |                                                                         |
| 1996      | Witness Against Hitler                            | Freya von Moltke          |                                                                         |
| 1997      | The James Gang                                    | Bernadette James          |                                                                         |
| 1997      | Trial & Retribution                               | Anita Harris              |                                                                         |
| 1998      | Spoonface Steinberg                               | Mother                    |                                                                         |
| 1998      | Stand and Deliver                                 | Christina                 |                                                                         |
| 1998      | Dad Savage                                        | Chris                     |                                                                         |
| 1999      | Split Second                                      | Angie Anderson            | Ou também The Cyclist                                                   |
| 2000      | Anna Karenina                                     | Anna Karenina             | Minissérie de TV                                                        |
| 2000      | Hotel Splendide                                   | Lorna Bull                |                                                                         |
| 2000      | North Square                                      | Rose Fitzgerald           | Oito episódios Ganhou o Broadcasting Press Guild Award por melhor atriz |
| 2001      | In a Land of Plenty                               | Mary Freeman              | Minissérie de TV                                                        |
| 2001      | Charlotte Gray                                    | Francoise                 | Ou também Die Liebe der Charlotte Gray                                  |
| 2002      | The Count of Monte Cristo                         | Valentina Villefort       | Ou também Alexandre Dumas' The Count of Monte Cristo                    |
| 2002      | The Jury                                          | Rose Davies               | Minissérie de TV                                                        |
| 2002      | Deep Down                                         | Dana                      |                                                                         |
| 2002      | Dead Gorgeous                                     | Antonia Ashton            |                                                                         |
| 2002      | Uncle Vanya                                       | Yelena                    |                                                                         |
| 2003      | Does God Play Football                            | Sarah Ward                |                                                                         |
| 2003      | Lucky Jim                                         | Margaret Peel             |                                                                         |
| 2003      | Carla                                             | Carla                     |                                                                         |
| 2003      | Charles II: The Power & the Passion               | Barbara Villiers          | Nomeada para o Satellite                                                |
| 2004      | Enduring Love                                     | Sra. Logan                |                                                                         |
| 2004      | Sherlock Holmes and the Case of the Silk Stocking | Sra. Vandeleur            |                                                                         |
| 2004      | Old Times                                         | Anna                      |                                                                         |
| 2005      | Messiah: The Harrowing                            | Dr. Rachel Price          |                                                                         |
| 2005      | Casanova                                          | Casanova's Mother         | Ou também Femur                                                         |
| 2006      | Normal for Norfolk                                | Clare                     |                                                                         |
| 2006      | The Queen                                         | Cherie Blair              | Nomeada para o ALFS Award                                               |
| 2006      | As You Like It                                    | Rosalind                  |                                                                         |
| 2007      | Becoming Jane                                     | Sra. Radcliffe            |                                                                         |
| 2007      | Frankenstein                                      | Dr. Victoria Frankenstein |                                                                         |
| 2008      | Flashbacks of a Fool                              | Peggy Tickell             |                                                                         |
| 2009      | Harry Potter and the Half-Blood Prince            | Narcisa Malfoy            |                                                                         |
| 2009      | Life                                              | Amanda Puryer             | Série de TV                                                             |
| 2010      | Doctor Who                                        | Rosanna Calvierri         | 5° Temporada - Episódio 6 (Vampiros em Veneza)                          |
| 2010      | Harry Potter and the Deathly Hallows: Part 1      | Narcisa Malfoy            |                                                                         |
| 2011      | Harry Potter and the Deathly Hallows: Part 2      | Narcisa Malfoy            |                                                                         |
| 2012      | A Invenção de Hugo Cabret                         | Tia Cristinna             |                                                                         |
| 2012      | Skyfall                                           | Ministra                  |                                                                         |
| 2013-2021 | Peaky Blinders                                    | Polly Gray                | 30 episódios                                                            |
| 2015      | A Mulher de Preto 2 - Anjo da Morte               | Governanta Jean           | Filme                                                                   |
| 2014-2015 | Penny Dreadful                                    | Madame Kali               | 12 episódios                                                            |
| 2014      | A Little Chaos                                    | Madame Françoise Le Nôtre | Filme                                                                   |